# Lisa Simone
Lisa Simone Kelly, születési nevén Lisa Celeste Stroud,  (Mount Vernon, New York, 1962. szeptember 12. –) amerikai dzsesszénekesnő. Édesanyja Nina Simone volt.

## Pályakép
Fiatalon – merő lázadásból – az amerikai légierőhöz csatlakozott, aholis tizenegy éven át szolgált, de közben zenei pályája is alakult, mert Németországban felfigyelt rá Joan Faulkner.
A hadsereg után már mindenestül az éneklésnek élt, és rövidesen már a Broadway ünnepelte. Anyja halála után emléklemezt készített, később pedig az egész világot bejárta (Sing the Truth projekt).

## Lemezek
- 2008: Simone on Simone
- 2014: All is Well
- 2016: My World
- 2019: In Need of Love

## További információ
- Lisa Simone a Facebookon
- Lisa Simone a PORT.hu-n (magyarul)
- Lisa Simone az Internet Movie Database-ben (angolul)
- Lisa Simone a Rotten Tomatoeson (angolul)
- Live, 2017